# Villers-sur-Mer

Villers-sur-Mer este o comună în departamentul Calvados, Franța. În 1 ianuarie 2022 avea o populație de 2.437 de locuitori.

## Personalități născute aici
- Henri Cournollet (1882 - 1971), jucător de curling;
- Patrick Grainville (n. 1947), scriitor.